# Cuverville (Sena Marítim)
Cuverville és un municipi francès situat al departament del Sena Marítim i a la regió de Normandia. L'any 2007 tenia 325 habitants.

## Demografia

### Població
El 2007 la població de fet de Cuverville era de 325 persones. Hi havia 106 famílies de les quals 20 eren unipersonals (8 homes vivint sols i 12 dones vivint soles), 29 parelles sense fills i 57 parelles amb fills.
La població ha evolucionat segons el següent gràfic:
Habitants censats

### Habitatges
El 2007 hi havia 133 habitatges, 115 eren l'habitatge principal de la família, 14 eren segones residències i 3 estaven desocupats. 131 eren cases i 1 era un apartament. Dels 115 habitatges principals, 106 estaven ocupats pels seus propietaris i 9 estaven llogats i ocupats pels llogaters; 1 tenia una cambra, 1 en tenia dues, 22 en tenien tres, 24 en tenien quatre i 66 en tenien cinc o més. 92 habitatges disposaven pel capbaix d'una plaça de pàrquing. A 44 habitatges hi havia un automòbil i a 69 n'hi havia dos o més.

### Piràmide de població
La piràmide de població per edats i sexe el 2009 era:
| Homes | Edats   | Dones |
| ----- | ------- | ----- |
| 0     | 95 o +  | 0     |
| 0     | 90 a 94 | 0     |
| 0     | 85 a 89 | 4     |
| 0     | 80 a 84 | 0     |
| 4     | 75 a 79 | 12    |
| 0     | 70 a 74 | 4     |
| 4     | 65 a 69 | 4     |
| 8     | 60 a 64 | 4     |
| 8     | 55 a 59 | 4     |
| 4     | 50 a 54 | 12    |
| 12    | 45 a 49 | 12    |
| 16    | 40 a 44 | 8     |
| 12    | 35 a 39 | 8     |
| 16    | 30 a 34 | 16    |
| 0     | 25 a 29 | 4     |
| 4     | 20 a 24 | 0     |
| 8     | 15 a 19 | 8     |
| 8     | 10 a 14 | 8     |
| 4     | 5 a 9   | 12    |
| 20    | 0 a 4   | 4     |

## Economia
El 2007 la població en edat de treballar era de 212 persones, 159 eren actives i 53 eren inactives. De les 159 persones actives 150 estaven ocupades (79 homes i 71 dones) i 8 estaven aturades (3 homes i 5 dones). De les 53 persones inactives 16 estaven jubilades, 19 estaven estudiant i 18 estaven classificades com a «altres inactius».

### Ingressos
El 2009 a Cuverville hi havia 125 unitats fiscals que integraven 359,5 persones, la mediana anual d'ingressos fiscals per persona era de 20.295 €.

### Activitats econòmiques
Dels 8 establiments que hi havia el 2007, 2 eren d'empreses de construcció, 1 d'una empresa de comerç i reparació d'automòbils, 1 d'una empresa de transport, 1 d'una empresa d'informació i comunicació, 2 d'entitats de l'administració pública i 1 d'una empresa classificada com a «altres activitats de serveis».
L'únic servei als particulars que hi havia el 2009 era una fusteria.
L'any 2000 a Cuverville hi havia 5 explotacions agrícoles.

## Poblacions més properes
El següent diagrama mostra les poblacions més properes.